# 大众医学
《大众医学》是中国办刊历史最悠久的医学科普杂志，1948年8月创刊于上海。

## 宗旨
- 医学归于大众

## 简史
- 1948年8月，《大众医学》由中国著名外科学家裘法祖，内科学家过晋源等创刊于上海。
- 1960年停刊
- 1978年7月，据卫生部恢复“一报（《健康报》）、一刊（《大众医学》）”的决定，复刊。
- 1993年，《大众医学》先后出版台湾版、 新加坡版
- 1996年，与中国盲文书社合作，出版《大众医学》盲文版
- 2000年，《大众医学》改为全彩版。
- 2003年，《大众医学》开本改为大16开。

## 定位

### 阅读人群
- 基层医务工作者，社区医生
- 社区工作人员，志愿者
- 普通大众

### 杂志内容
- 家庭健康保健知识
- 一般医学知识
- 医学各领域进展

## 主要栏目
- 特别关注
- 专家门诊
- 生活保健
- 饮食营养
- 心理·两性
- 家庭药箱
- 健康热线
- 大众话题

## 出版
《大众医学》由上海科学技术出版社出版发行，同时在台湾，新加坡发行相应台湾版，新加坡版。并与中国盲文书社共同发行盲文版。